# 2779 Mary
2779 Mary este un asteroid din centura principală, descoperit pe 6 februarie 1981, de Norman Thomas.